# Vega Techada de Los Ángeles
La Vega Techada de Los Ángeles o también conocido como La Plazuela es un recinto comercial de la comuna chilena de Los Ángeles que opera como un mercado para la venta de alimentos perecederos, principalmente producidos en la misma Región del Biobío, especialmente frutas, verduras carnes y mariscos, fungiendo al mismo tiempo como plaza de abastos para los pequeños y medianos comerciantes de la zona.

## Historia
Su origen se remonta a la antigua «vega» de Los Ángeles, un espacio abierto donde los feriantes instalaban sus puestos ambulantes en el centro de la ciudad, bajo una modalidad de feria libre (similar a la de un mercadillo), el cual se formó con la llegada de los primeros comerciantes en 1980, principalmente campesinos de la provincia del Biobío que vendían sus cosechas y producciones. En un comienzo ellos ocuparon un terreno de propiedad fiscal y administrado por la municipalidad, ubicado a escasos metros del estero Quilque, el cual fue facilitado bajo el periodo del alcalde Alamiro Díaz Boggiano. Posteriormente, bajo la gestión del alcalde Víctor Pérez Varela comenzaron las obras para darle la forma de recinto comercial, en una estructura metálica bajo techo, que ya en 1983 mediante un decreto alcaldicio los feriantes pagaban sus permisos municipales para poder trabajar de manera legal. Debido a las condiciones meteorológicas de la región, con una alta pluviosidad en la temporada de otoño-invierno y con bajas temperaturas con un tipo de frío en la ciudad propio de su relativa cercanía con la cordillera de los Andes, se hacía imperiosa la necesidad de contar con un establecimiento techado para los pequeños feriantes, el cual fue construido con el fin de mejorar la experiencia de compra de los clientes finales y los vendedores, protegiéndolos de las inclemencias climáticas durante los meses más gélidos y lluviosos, siguiendo bajo la propiedad y administración municipal hasta 1994, cuando mediante una ley se pudo hacer la partición del terreno y otorgarles los títulos de dominio como propietarios individuales a cada uno de los locatarios, formalizando su actividad y transformándose en vendedores establecidos. El 28 de septiembre de 1996, fue inaugurada la Comunidad de Frutas y Verduras de la Vega Techada, una asociación de locatarios dedicados a la venta de estos productos.
Al costado sur del establecimiento se construyó el Terminal de Buses Vega Techada, también conocido como  «Terminal Rural», el principal terrapuerto que conecta el núcleo urbano con las zonas rurales de la comuna y con las otras comunas de la provincia.
El 1 de junio de 2016 un incendió destruyó 32 de los 115 locales de las dependencias, por lo que luego de gestiones municipales y actividades de beneficencia para recaudar fondos, pudo ser reconstruida en su totalidad y remodelada en su infraestructura en diciembre de ese mismo año.